# Street Dreams (album Fabolousa)
Street Dreams – drugi studyjny album Fabolousa wydany 4 marca 2003 roku. Przed premierą krążek był promowany przez utwór This Is My Party.

## Lista utworów
1. Intro
2. Not Give A Fuck
3. Damn
4. Call Me
5. Can’t Let You Go
6. Bad Bitch
7. Why Wouldn't I
8. Up On Things
9. Sickalicious
10. This Is My Party
11. Into You
12. Change You Or Change Me
13. Respect
14. Forgive Me Father
15. Never Diplicated
16. My Life
17. Throw Back
18. Keepin' It Gangsta (Remix)
19. Trade It All (Part 2)

## Single
1. This Is My Party – 8 października 2002
2. Can’t Let You Go – 27 maja 2003
3. Into You – 15 lipca 2003